# Fiona Daniel

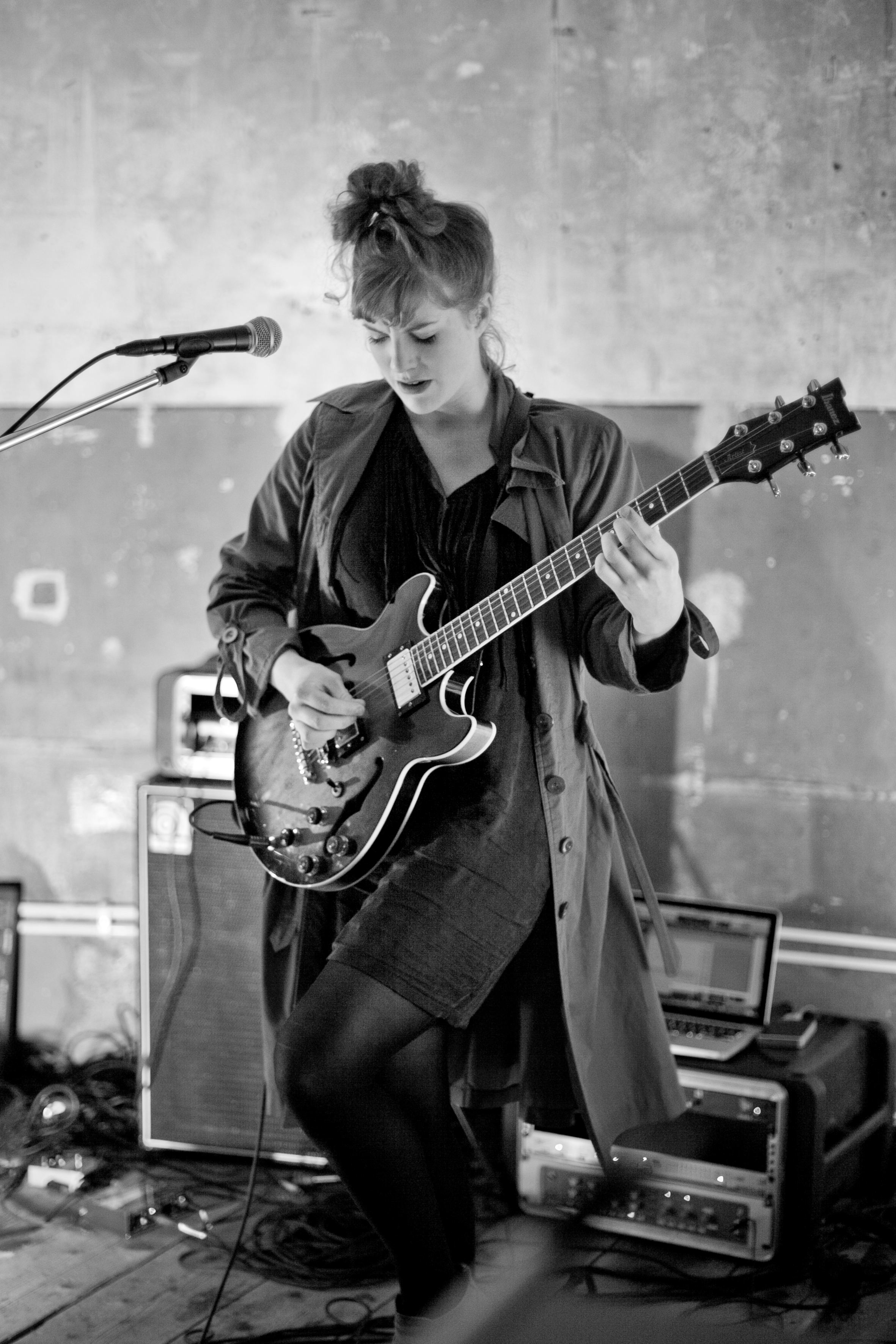
Fiona Daniel (2012)

Fiona Daniel (* 28. Juli 1987 in Zürich) ist eine Schweizer Musikerin, Sängerin und Komponistin.

## Karriere
Fiona Daniel ist die Enkelin von Doris Stauffer-Klötzer und Serge Stauffer sowie die Nichte von Veit F. Stauffer.
Schon in jungen Jahren nahm sie Solo- und Chorgesangsunterricht bei renommierten Lehrern und bildete sich anschließend in Musiktheorie und mehreren Instrumenten weiter. Seit 2007 ist sie als Autorin und Co-Autorin an diversen Projekten beteiligt, die im In- und Ausland grossen Anklang finden. Nach der Veröffentlichung ihres Debütalbums «Drowning» im Jahr 2010 wurde sie von Pro Helvetia und dem Montreux Jazz Festival ausgewählt, um an einer Künstlerresidenz an der Weltausstellung in Shanghai (CN) teilzunehmen, gefolgt von Konzerten im In- und Ausland. Im Jahr 2011 war lebte sie mehrere Monate in Stockholm (SE), wo sie ihr zweites Album «Backyard» komponierte, das in Zusammenarbeit mit der schwedischen Produzentin Katharina Nuttall (Ane Brun) produziert, aufgenommen und 2012 veröffentlicht wurde.
Als Musikerin teilt sie die Bühne und arbeitet mit etablierten Musikern wie Alberto Malo, Evelinn Trouble, Fred Bürki, Heidi Happy, Julian Sartorius, Lionel Friedli, Louis Jucker, Nadja Zela, Pablo Nouvelle, Sophie Hunger, Stephan Eicher. Darüber hinaus komponiert sie für Film, Werbung und andere Kunstformen. Sie spielt Konzerte in der Schweiz, Frankreich, Schweden, Österreich und Deutschland an prominenten Konzertorten und Festivals wie Paléo Festival (CH), Cully Jazz Festival (CH) oder Reeperbahn Festival (DE).

## Diskografie
Eigene Alben
- Drowning (kuenschtli.ch, 2010)
- Backyard (kuenschtli.ch, 2012)
- transitions (Klangfelder Records, 2025)

Zusammenarbeiten
- Boy & Girl auf dem Album Beauty Queen von Serpentine (kuenschtli.ch, 2007)
- Passa auf dem Album Passatempo von Marco Todisco (Zytglogge, 2011)
- Symbol of Love und Is it Ok Remix auf dem Album Pablo Nouvelle von Pablo Nouvelle (2012)
- You don't understand und Invading my mind auf dem AlbumYou don't understand von Pablo Nouvelle (Black Butter Records, 2014)
- Three Sisters auf dem Album ISNT NITS mit Nadja Zela und Vera Kappeler (Faze Records, 2014)
- Taking off the ring auf dem Album Ausland Recordings von Tyst (2016)
- Gesang auf diversen Stücken auf dem Album Immaterial World von Nadja Zela (Patient Records, 2016)
- Panic Remix (Originaltitel They got you) auf dem Album Wired von Pablo Nouvelle (Armada Music, 2018)
- Gesang auf diversen Stücken auf dem Album Greetings to Andromeda von Nadja Zela (Patient Records, 2020)
- Back Again auf dem Album Vulnerability von Pablo Nouvelle (Armada Music, 2022)
- Reason und Emanuel auf dem Album Emanuel von Benjamin Hartwig (2022)
- I jump und Underwater auf dem Album The Blue Phase von Cyril Boehler (Immersive Music, 2023)
- Zusammenarbeit mit Alberto Malo für das Album Virgo (2023) und The Other Side (2024)